# Düsseldorfer Turn- und Sportverein Fortuna 1895 2009-2010
Questa voce raccoglie le informazioni riguardanti il Düsseldorfer Turn- und Sportverein Fortuna 1895 nelle competizioni ufficiali della stagione 2009-2010.

## Stagione
Nella stagione 2009-2010 il Fortuna Dusseldorf, allenato da Norbert Meier, concluse il campionato di 2. Bundesliga al 4º posto. In Coppa di Germania il Fortuna Dusseldorf fu eliminato al primo turno dall'Amburgo.

## Rosa
| N. |                     | Ruolo | Calciatore             |
| -- | ------------------- | ----- | ---------------------- |
| 1  | Germania (bandiera) | P     | Michael Melka          |
| 22 | Germania (bandiera) | P     | Michael Ratajczak      |
| 20 | Brasile (bandiera)  | D     | Bamba Anderson         |
| 5  | Turchia (bandiera)  | D     | Hamza Çakır            |
| 24 | Germania (bandiera) | D     | Fabian Hergesell       |
| 6  | Germania (bandiera) | D     | Jens Langeneke         |
| 4  | Croazia (bandiera)  | D     | Robert Palikuca        |
| 31 | Germania (bandiera) | D     | Kai Schwertfeger       |
| 21 | Germania (bandiera) | D     | Johannes van den Bergh |
| 2  | Germania (bandiera) | D     | Christian Weber        |
| 23 | Giappone (bandiera) | D     | Kozo Yuki              |
| 30 | Germania (bandiera) | C     | Olivier Caillas        |
| 10 | Germania (bandiera) | C     | Marco Christ           |

| N. |                         | Ruolo | Calciatore          |
| -- | ----------------------- | ----- | ------------------- |
| 3  | Germania (bandiera)     | C     | Claus Costa         |
| 7  | Germania (bandiera)     | C     | Oliver Fink         |
| 17 | Germania (bandiera)     | C     | Andreas Lambertz    |
| 8  | Germania (bandiera)     | C     | Stephan Sieger      |
| 15 | Burkina Faso (bandiera) | C     | Patrick Zoundi      |
| 13 | Russia (bandiera)       | A     | Dmitrij Bulykin     |
| 19 | Germania (bandiera)     | A     | Marcel Gaus         |
| 34 | Austria (bandiera)      | A     | Martin Harnik       |
| 11 | Germania (bandiera)     | A     | Sebastian Heidinger |
| 9  | Serbia (bandiera)       | A     | Ranisav Jovanović   |
| 18 | Turchia (bandiera)      | A     | Deniz Kadah         |
| 25 | Belgio (bandiera)       | A     | Axel Lawarée        |
| 16 | Germania (bandiera)     | A     | Torsten Oehrl       |

## Organigramma societario
Area tecnica
- Allenatore: Norbert Meier
- Allenatore in seconda: Uwe Klein
- Preparatore dei portieri: Michael Stahl
- Preparatori atletici: Thomas Gucek

## Risultati

### 2. Bundesliga

#### Girone di andata
| Arbitro: | Wagner |

|                               |           |  |
| Christ 15’ Fink 20’ Weber 35’ | Marcatori |  |

| Arbitro: | Willenborg |

|           |           |  |
| Şahin 76’ | Marcatori |  |

| Arbitro: | Welz |

|               |           |  |
| Jovanović 38’ | Marcatori |  |

| Arbitro: | Gräfe |

|                                      |           |  |
| Tararache 43’ Tiffert 52’ Wagner 60’ | Marcatori |  |

| Arbitro: | Christ |

|          |           |           |
| Fink 83’ | Marcatori | 37’ Thurk |

| Arbitro: | Schößling |

|            |           |                                                |
| Bröker 23’ | Marcatori | 1’ Lambertz 13’ Jovanović 57’ Bulykin 79’ Gaus |

| Düsseldorf 28 settembre 2009, ore 20:15 CEST 7ª giornata | Fortuna Düsseldorf | 0 – 0 referto | Alemannia Aquisgrana | Merkur Spiel-Arena (29 385 spett.)\| Arbitro: \| Schmidt \| |
| Arbitro:                                                 | Schmidt            |               |                      |                                                             |

| Arbitro: | Fischer |

|                        |           |            |
| Allagui 48’ Müller 85’ | Marcatori | 24’ Harnik |

| Arbitro: | Schriever |

|                                                                 |           |           |
| Harnik 57’ Langeneke 70’ (rig.) Jovanović 77’ Christ 86’ (rig.) | Marcatori | 35’ Cenci |

| Arbitro: | Kinhöfer |

|  |           |                    |
|  | Marcatori | 18’, 24’ Jovanović |

| Arbitro: | Drees |

|            |           |  |
| Harnik 43’ | Marcatori |  |

| Arbitro: | Stieler |

|                       |           |                      |
| Kruse 4’ Hennings 72’ | Marcatori | 22’ (rig.) Langeneke |

| Arbitro: | Steinhaus |

|                 |           |          |
| Harnik 64’, 85’ | Marcatori | 57’ Jula |

| Arbitro: | Siebert |

|                         |           |                          |
| Ludwig 36’ Hoffmann 63’ | Marcatori | 69’ Jovanović 73’ Zoundi |

| Arbitro: | Schalk |

|                                               |           |                      |
| Harnik 16’ Jovanović 22’ Langeneke 80’ (rig.) | Marcatori | 49’ Fořt 62’ Risgård |

| Arbitro: | Fritz |

|                          |           |  |
| Heidinger 27’ Harnik 34’ | Marcatori |  |

| Arbitro: | Perl |

|                        |           |            |
| Bülow 13’ Schlitte 79’ | Marcatori | 49’ Harnik |

#### Girone di ritorno
| Arbitro: | Brych |

|              |           |            |
| Brückner 29’ | Marcatori | 63’ Harnik |

| Arbitro: | Weiner |

|              |           |  |
| Anderson 51’ | Marcatori |  |

| Arbitro: | Leicher |

|            |           |  |
| Mavrič 71’ | Marcatori |  |

| Arbitro: | Meyer |

|                         |           |  |
| Lambertz 17’ Harnik 24’ | Marcatori |  |

| Arbitro: | Wagner |

|                     |           |  |
| Thurk 2’ Rafael 60’ | Marcatori |  |

| Arbitro: | Gagelmann |

|                                                 |           |  |
| Anderson 30’ Oehrl 37’ Harnik 44’ Heidinger 64’ | Marcatori |  |

| Arbitro: | Aytekin |

|  |           |            |
|  | Marcatori | 25’ Harnik |

| Düsseldorf 5 marzo 2010, ore 20:30 CET 25ª giornata | Fortuna Düsseldorf | 0 – 0 referto | Greuther Fürth | Merkur Spiel-Arena (22 850 spett.)\| Arbitro: \| Willenborg \| |
| Arbitro:                                            | Willenborg         |               |                |                                                                |

| Arbitro: | Fleischer |

|                  |           |  |
| Cidimar 24’, 63’ | Marcatori |  |

| Düsseldorf 22 marzo 2010, ore 20:15 CET 27ª giornata | Fortuna Düsseldorf | 0 – 0 referto | Kaiserslautern | Merkur Spiel-Arena (35 100 spett.)\| Arbitro: \| Fritz \| |
| Arbitro:                                             | Fritz              |               |                |                                                           |

| Arbitro: | Sippel |

|                  |           |          |
| Weber 46’ (aut.) | Marcatori | 68’ Gaus |

| Arbitro: | Brych |

|               |           |  |
| Heidinger 48’ | Marcatori |  |

| Arbitro: | Schößling |

|                                          |           |                    |
| Rivić 56’ Petersen 69’ Shao 81’ Jula 83’ | Marcatori | 65’ Oehrl 79’ Gaus |

| Arbitro: | Kircher |

|                          |           |  |
| Langeneke 3’, 90’ (rig.) | Marcatori |  |

| Arbitro: | Leicher |

|          |           |               |
| Fořt 65’ | Marcatori | 15’ Heidinger |

| Arbitro: | Thielert |

|  |           |                 |
|  | Marcatori | 30’ (aut.) Kaya |

| Arbitro: | Stark |

|                                  |           |                      |
| Gaus 11’ Anderson 31’ Harnik 56’ | Marcatori | 50’ (rig.) Sebastian |

### Coppa di Germania
| Arbitro: | Rafati |

|                                           |                      |                                      |
| Fink 11’ Boateng 16’ (aut.) Lambertz 120’ | Marcatori            | 4’ Petrić 54’, 96’ (rig.) Trochowski |
| Christ Heidinger Caillas                  | Tiri di rigore 1 – 4 | Roberto Trochowski Mathijsen Jansen  |

## Statistiche

### Statistiche di squadra
| Competizione      | Punti | In casa | In casa | In casa | In casa | In casa | In casa | In trasferta | In trasferta | In trasferta | In trasferta | In trasferta | In trasferta | Totale | Totale | Totale | Totale | Totale | Totale | DR  |
| Competizione      | Punti | G       | V       | N       | P       | Gf      | Gs      | G            | V            | N            | P            | Gf           | Gs           | G      | V      | N      | P      | Gf     | Gs     | DR  |
| ----------------- | ----- | ------- | ------- | ------- | ------- | ------- | ------- | ------------ | ------------ | ------------ | ------------ | ------------ | ------------ | ------ | ------ | ------ | ------ | ------ | ------ | --- |
| 2. Bundesliga     | 59    | 17      | 13      | 4       | 0       | 30      | 6       | 17           | 4            | 4            | 9            | 18           | 25           | 34     | 17     | 8      | 9      | 48     | 31     | +17 |
| Coppa di Germania | -     | 1       | 0       | 1       | 0       | 3       | 3       | 0            | 0            | 0            | 0            | 0            | 0            | 1      | 0      | 1      | 0      | 3      | 3      | 0   |
| Totale            | -     | 18      | 13      | 5       | 0       | 33      | 9       | 17           | 4            | 4            | 9            | 18           | 25           | 35     | 17     | 9      | 9      | 51     | 34     | +17 |

### Andamento in campionato
| Giornata  | 1 | 2 | 3 | 4 | 5 | 6 | 7 | 8 | 9 | 10 | 11 | 12 | 13 | 14 | 15 | 16 | 17 | 18 | 19 | 20 | 21 | 22 | 23 | 24 | 25 | 26 | 27 | 28 | 29 | 30 | 31 | 32 | 33 | 34 |
| --------- | - | - | - | - | - | - | - | - | - | -- | -- | -- | -- | -- | -- | -- | -- | -- | -- | -- | -- | -- | -- | -- | -- | -- | -- | -- | -- | -- | -- | -- | -- | -- |
| Luogo     | C | T | C | T | C | T | C | T | C | T  | C  | T  | C  | T  | C  | C  | T  | T  | C  | T  | C  | T  | C  | T  | C  | T  | C  | T  | C  | T  | C  | T  | T  | C  |
| Risultato | V | P | V | P | N | V | N | P | V | V  | V  | P  | V  | N  | V  | V  | P  | N  | V  | P  | V  | P  | V  | V  | N  | P  | N  | N  | V  | P  | V  | N  | V  | V  |
| Posizione | 1 | 7 | 5 | 8 | 8 | 4 | 6 | 9 | 7 | 5  | 5  | 5  | 4  | 4  | 3  | 3  | 3  | 4  | 4  | 4  | 4  | 4  | 4  | 4  | 4  | 4  | 4  | 4  | 4  | 4  | 4  | 4  | 4  | 4  |

Legenda:

Luogo: C = Casa; T = Trasferta. Risultato: V = Vittoria; N = Pareggio; P = Sconfitta.

### Statistiche dei giocatori
| Giocatore        | 2. Bundesliga | 2. Bundesliga | 2. Bundesliga | 2. Bundesliga | Coppa di Germania | Coppa di Germania | Coppa di Germania | Coppa di Germania | Totale   | Totale | Totale      | Totale     |
| Giocatore        | Presenze      | Reti          | Ammonizioni   | Espulsioni    | Presenze          | Reti              | Ammonizioni       | Espulsioni        | Presenze | Reti   | Ammonizioni | Espulsioni |
| ---------------- | ------------- | ------------- | ------------- | ------------- | ----------------- | ----------------- | ----------------- | ----------------- | -------- | ------ | ----------- | ---------- |
| M. Melka         | 1             | 0             | 0             | 0             | 1                 | 0                 | 1                 | 0                 | 2        | 0      | 1           | 0          |
| M. Ratajczak     | 34            | 0             | 0             | 0             | -                 | -                 | -                 | -                 | 34       | 0      | 0           | 0          |
| B. Anderson      | 32            | 3             | 2             | 0             | 1                 | 0                 | 0                 | 0                 | 33       | 3      | 2           | 0          |
| H. Çakır         | 9             | 0             | 2             | 0             | 1                 | 0                 | 0                 | 0                 | 10       | 0      | 2           | 0          |
| F. Hergesell     | 8             | 0             | 0             | 0             | -                 | -                 | -                 | -                 | 8        | 0      | 0           | 0          |
| J. Langeneke     | 28            | 5             | 5             | 0             | -                 | -                 | -                 | -                 | 28       | 5      | 5           | 0          |
| R. Palikuca      | -             | -             | -             | -             | -                 | -                 | -                 | -                 | -        | -      | -           | -          |
| K. Schwertfeger  | 6             | 0             | 0             | 0             | -                 | -                 | -                 | -                 | 6        | 0      | 0           | 0          |
| J. van den Bergh | 31            | 0             | 1             | 1             | 1                 | 0                 | 0                 | 0                 | 32       | 0      | 1           | 1          |
| C. Weber         | 33            | 1             | 7             | 0             | 1                 | 0                 | 1                 | 0                 | 34       | 1      | 8           | 0          |
| K. Yuki          | 2             | 0             | 0             | 0             | -                 | -                 | -                 | -                 | 2        | 0      | 0           | 0          |
| O. Caillas       | 16            | 0             | 1             | 0             | 1                 | 0                 | 0                 | 0                 | 17       | 0      | 1           | 0          |
| M. Christ        | 24            | 2             | 6             | 0             | 1                 | 0                 | 0                 | 0                 | 25       | 2      | 6           | 0          |
| C. Costa         | 31            | 0             | 7             | 0             | -                 | -                 | -                 | -                 | 31       | 0      | 7           | 0          |
| O. Fink          | 33            | 2             | 7             | 0             | 1                 | 1                 | 0                 | 0                 | 34       | 3      | 7           | 0          |
| A. Lambertz      | 31            | 2             | 5             | 1             | 1                 | 1                 | 0                 | 0                 | 32       | 3      | 5           | 1          |
| S. Sieger        | 16            | 0             | 0             | 0             | 1                 | 0                 | 1                 | 0                 | 17       | 0      | 1           | 0          |
| P. Zoundi        | 19            | 1             | 2             | 0             | -                 | -                 | -                 | -                 | 19       | 1      | 2           | 0          |
| D. Bulykin       | 10            | 1             | 0             | 0             | 1                 | 0                 | 0                 | 0                 | 11       | 1      | 0           | 0          |
| M. Gaus          | 19            | 4             | 1             | 0             | -                 | -                 | -                 | -                 | 19       | 4      | 1           | 0          |
| M. Harnik        | 30            | 13            | 4             | 0             | -                 | -                 | -                 | -                 | 30       | 13     | 4           | 0          |
| S. Heidinger     | 13            | 4             | 2             | 0             | 1                 | 0                 | 0                 | 0                 | 14       | 4      | 2           | 0          |
| R. Jovanović     | 22            | 7             | 1             | 0             | 1                 | 0                 | 0                 | 0                 | 23       | 7      | 1           | 0          |
| D. Kadah         | 2             | 0             | 0             | 0             | -                 | -                 | -                 | -                 | 2        | 0      | 0           | 0          |
| A. Lawarée       | 6             | 0             | 0             | 0             | 1                 | 0                 | 0                 | 0                 | 7        | 0      | 0           | 0          |
| T. Oehrl         | 15            | 2             | 0             | 0             | -                 | -                 | -                 | -                 | 15       | 2      | 0           | 0          |